# Долуханян, Аэлита Гургеновна
Долуханян, Аэлита Гургеновна — литературовед, член-корреспондент НАН РА, профессор. Заслуженный деятель культуры Республики Армения (2012).

## Биография
Родилась 14 февраля 1942 г. в г. Азизбекове (ныне — г. Вайк Вайоцдзорской области РА). С отличием окончила факультет истории, языка и литературы Ереванского педагогического института им. Х. Абовяна. Преподает в педагогическом университете, с 1990 г. руководит кафедрой армянской литературы и методики ее преподавания в том же университете. Основала серию книг «Европейские арменоведы». Литературовед. Член корреспондент НАН РА, профессор, зав.кафедрой древнеармянской и средневековой армянской литературы и методики ее преподавания АГПУ им. Х.Абовяна

## Научная деятельность

### Читает следующие курсы
- История армянской литературной критики
- Армянское устное народное творчество
- Древнеармянская и средневековая армянская литература

### Произведения
Книги из серии “Арменоведы Европы”, в работе еще две книги. Переводит с русского, французского, английского.

Автор статей, опубликованных в переводе на русский, французский, польский, английский языки.
Армянский фольклор (уч.пособие) (2008);
Фредерик Фейди арменовед (2008);
Нерсес Мокаци (2009);
Фредерик Маклер арменовед (2011);
Основные направления и жанры средневековой армянской литературы (2012);
Некоторые принципы анализа художественной литературы (2013);
Ж. Сен-Мартен основатель французского арменоведения (2014);
Аршак Чопанян и древнеармянская литература.

## Членство в научных и творческих организациях
- Член жюри государственной премии Армении
- Член совета по присвоению ученых степеней Института литературы им. М.Абегяна.
- Член Союза писателей Армении с 2001 г.
- Член управленческого и ученого советов АГПУ им.Х.Абовяна
- Член редколлегии «Историко-филологического журнала» НАН РА и «Литературной газеты»

## Награды
- Заслуженный деятель культуры Республики Армения (2012)
- Золотая медаль Ф.Нансена
- Медаль Мовсеса Хоренаци (2003)
- Золотая медаль Министерства культуры Республики Армения (2012)
- Медаль Союза писателей Армении
- Медаль Хачатур Абовян